# Donorati
Donorati is een bestuurslaag in het regentschap Purworejo van de provincie Midden-Java, Indonesië. Donorati telt 877 inwoners (volkstelling 2010).